# Europeiska unionens digitala covidintyg
Europeiska unionens digitala covidintyg, även känt som covidbevis, var ett interoperabelt intyg inom Europeiska unionen som visade att innehavaren hade vaccinerats mot, testats för eller tillfrisknat från covid-19. Trots sitt namn kunde intyget utfärdas i både digitalt format och pappersformat. Det var gratis och utfärdades på engelska samt den utfärdande medlemsstatens egna officiella språk. En QR-kod möjliggjorde kontroll av intygets äkthet och giltighet.
Det digitala covidintyget syftade till att underlätta utövandet av rätten till fri rörlighet under covid-19-pandemin. Som utgångspunkt skulle innehavare av intyget inte omfattas av några reserestriktioner, såsom obligatorisk testning eller karantän, vid resa inom unionen. Det var dock fortfarande upp till varje medlemsstat att ytterst besluta om ”nödvändiga och proportionella begränsningar” i den fria rörligheten med hänsyn till folkhälsa, i enlighet med rörlighetsdirektivets bestämmelser.
Bestämmelserna om utformningen och utfärdandet av det digitala covidintyget reglerades av två förordningar, som utfärdades av Europaparlamentet och Europeiska unionens råd den 14 juni 2021 och blev direkt tillämpliga inom hela unionen den 1 juli 2021. Förordningarna var även tillämpliga i Island, Liechtenstein och Norge samt, till viss del, i Schweiz genom EES-avtalet och andra bilaterala avtal; i detta sammanhang var dessa länder och deras medborgare därför likvärdiga med unionens medlemsstater respektive unionsmedborgare. Därutöver deltog också en rad andra tredjeländer genom ömsesidiga överenskommelser med unionen.
Förordningarna om intygen innehöll en solnedgångsklausul som ursprungligen innebar att bestämmelserna skulle upphöra att gälla den 1 juli 2022; denna tidsfrist sköts dock senare upp till den 1 juli 2023. Sedan den 1 juli 2023 är bestämmelserna om det digitala covidintyget upphävda, men medlemsstaterna kan fortfarande utfärda intyg i enlighet med nationell lagstiftning, vilket enligt en rekommendation från Europeiska unionens råd ska ske inom ramen för Världshälsoorganisationens globala nätverk för digitala hälsointyg.

## Historia
Den 17 mars 2021 presenterade Europeiska kommissionen ett lagförslag om införandet av ett digitalt intyg om vaccination mot, testning för och tillfrisknande från covid-19. Lagförslaget bestod av två förordningar, en om intyg till unionsmedborgare och deras familjemedlemmar som åtnjuter fri rörlighet enligt rörlighetsdirektivet, och en annan om intyg till tredjelandsmedborgare som lagligen vistas inom Europeiska unionen. Syftet med lagförslagen var att upprätta ett enhetligt ramverk inom hela unionen för utfärdandet av covidintyg för att underlätta säkert resande över gränserna under covid-19-pandemin.
Mot bakgrund av kommissionens förslag inledde Europaparlamentet och Europeiska unionens råd det ordinarie lagstiftningsförfarandet. Efter rekordsnabba förhandlingar enades båda de lagstiftande institutionerna om ett slutgiltigt förslag i april 2021. Under förhandlingarna lades bland annat en övergångsbestämmelse in av rådet för att möjliggöra för medlemsstaterna att under en övergångsperiod på sex veckor fortsätta utfärda intyg enligt andra format än den gemensamma standarden. Lagförslagen godkändes formellt av Europaparlamentet den 9 juni 2021 och av rådet den 11 juni 2021. Den 14 juni 2021 undertecknades de båda förordningarna av Europaparlamentets talman och rådets ordförande, vilket avslutade lagstiftningsprocessen. Förordningarna trädde i kraft den 15 juni 2021 efter att ha offentliggjorts i Europeiska unionens officiella tidning, men blev tillämpliga först den 1 juli 2021.
Den europeiska nätslussen, som utvecklats av kommissionen, togs i drift den 1 juni 2021. Redan samma dag kopplade sju medlemsstater upp sig till nätslussen och kunde därmed påbörja utfärdandet av covidintyg enligt den gemensamma standarden. I mitten av juni hade totalt 15 av 27 medlemsstater samt Island gjort detta. De följdes av övriga medlemsstater, utom Irland, samt Liechtenstein och Norge fram till den 1 juli 2021. Irlands anslutning till systemet med det digitala covidintyget försenades på grund av tekniska problem vid uppstarten av utfärdandet av intygen, men utfärdandet påbörjades senare under juli månad. I början av juli 2021 justerade de flesta medlemsstater även sina reserestriktioner för att tillåta innehavare av det digitala covidintyget att röra sig fritt mellan medlemsstaterna, dock med möjligheten att införa nya restriktioner om det skulle anses nödvändigt till följd av till exempel ökad smittspridning med nya varianter av sars-cov-2. Schweiz anslöts till systemet med det digitala covidintyget den 9 juli 2021. Senare anslöts även en rad andra tredjeländer genom ömsesidiga överenskommelser med Europeiska unionen. Den 21 oktober 2021 gav Irland irländska medborgare i Nordirland rätt att få covidintyg.
I början av augusti 2021 hade över 270 miljoner digitala covidintyg utfärdats. I mitten av oktober 2021 hade antalet ökat till 591 miljoner intyg, varav 437 miljoner vaccinationsintyg, 144 miljoner testintyg och 10 miljoner intyg om tillfrisknande. I december 2021 hade siffran stigit till 807 miljoner. Samtidigt beslutade kommissionen att begränsa giltigheten för vaccinationsintygen för personer som enbart hade erhållit en eller två ordinarie doser till 270 dagar (motsvarande nio månader) med start den 1 februari 2022. I slutet av mars 2022 undantog kommissionen personer yngre än 18 år från denna tidsbegränsning.
Den 3 februari 2022 presenterade kommissionen ett förslag till ändring av de två förordningarna som reglerar det digitala covidintyget, dels i syfte att förlänga bestämmelserna till att gälla fram till den 1 juli 2023, dels för att justera bestämmelserna något så att till exempel antalet doser som angavs på intygen återspeglade det totala antalet doser som en person hade mottagit, även om doserna hade getts i olika medlemsstater. Förslaget godkändes av Europaparlamentet och Europeiska unionens råd i juni 2022, och trädde i kraft den 1 juli 2022. Den 21 mars 2022 beslutade kommissionen om införandet av gemensamma bestämmelser för återkallande av digitala covidintyg.
I olika utvärderingar konstaterade både Europeiska kommissionen och Europeiska revisionsrätten i december 2022 respektive januari 2023 att det digitala covidintyget hade haft påtaglig betydelse för att underlätta resande under covid-19-pandemin.
Den 30 juni 2023 antog Europeiska unionens råd en rekommendation som uppmanade medlemsstaterna att utfärda nationella covidintyg inom ramen för Världshälsoorganisationens globala nätverk för digitala hälsointyg efter upphävandet av den europeiska lagstiftningen om digitala covidintyg den 1 juli 2023. 

## Regelverk
Det digitala covidintyget reglerades av två europeiska förordningar, som blev direkt tillämpliga den 1 juli 2021. Den första förordningen reglerade utfärdandet av intyg till unionsmedborgare och deras familjemedlemmar som åtnjöt fri rörlighet enligt rörlighetsdirektivet. Denna förordning var direkt tillämplig inom hela Europeiska unionen. Den var även tillämplig i Island, Liechtenstein och Norge genom EES-avtalet.
Den andra förordningen utökade den första förordningens tillämplighetsområde till att även gälla tredjelandsmedborgare som lagligen vistades i en medlemsstat men som inte åtnjöt fri rörlighet enligt rörlighetsdirektivet. Denna förordning utgjorde en del av Schengenregelverket och gällde därför inte Irland. Irland och övriga medlemsstater hade dock valt att på frivillig basis erkänna varandras intyg som utfärdades till tredjelandsmedborgare. Som en del av Schengenregelverket gällde denna förordning även för Island, Liechtenstein, Norge och Schweiz genom deras särskilda associeringsavtal till Schengensamarbetet.
Båda förordningarna innehöll ursprungligen en solnedgångsklausul som innebar att bestämmelserna skulle upphöra att gälla efter ett år, den 1 juli 2022. Syftet med detta var att säkerställa att bestämmelserna endast var tillfälliga och inte skulle sträcka sig längre än vad som var absolut nödvändigt med hänsyn till covid-19-pandemin. Europeiska kommissionen föreslog dock i början av februari 2022 att tidsfristen skulle förlängas med ett år till den 1 juli 2023 med hänsyn till att pandemin fortfarande pågick. I juni 2022 enades Europaparlamentet och Europeiska unionens råd om en sådan förlängning, vilket innebar att förordningarna var tillämpliga fram till den 1 juli 2023.

## Utformning och utfärdande
Det digitala covidintyget var utformat enligt en gemensam standard som ska säkerställa ömsesidigt erkännande av intygen mellan medlemsstaterna. Varje intyg var försett med en QR-kod som möjliggjorde kontroll av dess äkthet och giltighet. Intyget innehöll uppgifter om innehavarens identitet och tillhörande information om personens vaccination, testning eller tillfrisknande. Alla unionsmedborgare och deras familjemedlemmar som åtnjöt fri rörlighet enligt rörlighetsdirektivet, liksom övriga tredjelandsmedborgare som lagligen vistades i en medlemsstat hade rätt att få intyget, om de hade vaccinerats mot, testats för eller tillfrisknat från covid-19 i den utfärdande medlemsstaten.
Intygen utfärdades av ansvariga nationella myndigheter eller av organ som agerade på deras vägnar, till exempel testcentrum eller vårdgivare. De tekniska specifikationerna för utformningen av intygen fastställdes av Europeiska kommissionen i ett genomförandebeslut den 28 juni 2021. Specifikationerna reglerade bland annat utfärdandet och kontrollen av intygen, skyddet av personuppgifter och den gemensamma strukturen för den unika identifieraren för intyget. Kommissionen ansvarade för den gemensamma nätslussen som tillät kontroll av intygens äkthet och giltighet mellan medlemsstaterna.

### Olika typer av intyg
Det digitala covidintyget kunde utfärdas i tre olika format för att visa att innehavaren
- hade fått ett vaccin mot covid-19 i den utfärdande medlemsstaten (vaccinationsintyg),
- hade genomgått ett giltigt test för covid-19 och resultatet av detta test (testintyg), eller
- hade återhämtat sig från covid-19 (intyg om tillfrisknande).

I regel skulle ett nytt intyg utfärdas för varje vaccinering, testning eller tillfrisknande.

### Rätt till intyg
Varje person som lagligen vistades eller uppehöll sig i en medlemsstat och som där vaccinerats mot, testats för eller tillfrisknat från covid-19 hade rätt till ett digitalt covidintyg kostnadsfritt. Intyget utfärdades antingen digitalt eller i pappersformat beroende på vad personen i fråga föredrog. En medlemsstat kunde även besluta att utfärda vaccinationsintyg och testintyg automatiskt, utan att den berörda personen behövde begära det. Vaccinationsintyg skulle utfärdas för varje vaccindos och tydligt precisera vilket vaccin som hade använts samt om vaccinationskuren hade slutförts eller inte. En person som hade fått covid-19-sjukdom konstaterad genom ett NAAT-test (till exempel genom ett PCR-test) som hade utförts av hälso- och sjukvårdspersonal eller kvalificerad testningspersonal kunde få ett intyg om tillfrisknande utskrivet efter att minst elva dagar hade förlöpt. Sedan den 24 februari 2022 accepterades även vissa godkända typer av antigentester.

### Personuppgifter
Varje digitalt covidintyg innehöll en rad personuppgifter, bestående av följande tre kategorier:
- Innehavarens identitet (fullständigt namn och födelsedatum)
- Information om vaccinet och antalet doser som personen hade fått (vaccinationsintyg), information om testet som innehavaren hade genomgått (testintyg) eller information om tidigare infektion med sars-cov-2 (intyg om tillfrisknande)
- Intygets utfärdare och annan metadata för intyget

Behandlingen av personuppgifter i samband med utfärdandet och hanteringen av det digitala covidintyget omfattades av dataskyddsförordningens bestämmelser. Behandlingen av personuppgifterna var begränsad till åtkomst till och kontroll av den information som fanns angiven i covidintyget och som syftade till att underlätta den fria rörligheten för personer. Ingen behandling av personuppgifterna på intygen får ske efter den 30 juni 2023.

## Användning för fri rörlighet
Huvudsyftet med det digitala covidintyget var att underlätta utövandet av rätten till fri rörlighet för unionsmedborgare under covid-19-pandemin. Som utgångspunkt skulle innehavare av intyget inte omfattas av några reserestriktioner, såsom obligatorisk testning eller karantän, vid resa inom unionen. Innehav av ett intyg var dock varken ett krav eller en garanti för att en person tilläts resa in i en medlemsstat. Det var fortsatt upp till varje medlemsstat att bestämma vilka begränsningar som gällde för den fria rörligheten för personer med hänsyn till folkhälsa, i enlighet med rörlighetsdirektivets bestämmelser och mot bakgrund av de icke-bindande rekommendationer som Europeiska unionens råd hade utfärdat. En medlemsstat kunde till exempel införa begränsningar i den fria rörligheten – även för innehavare av det digitala covidintyget – om nya smittsamma varianter av sars-cov-2 spreds i andra medlemsstater. Sådana begränsningar skulle dock tillämpas restriktivt och anmälas till Europeiska kommissionen och övriga medlemsstater, om möjligt minst 48 timmar innan de trädde i kraft.
Medlemsstaterna fick inte diskriminera mellan sina egna intyg och digitala covidintyg som hade utfärdats av andra medlemsstater. Om en medlemsstat hävde sina restriktioner för exempelvis innehavare av inhemska vaccinationsintyg, var samma restriktioner tvungna att hävas för innehavare av övriga medlemsstaters vaccinationsintyg som hade utfärdats enligt den gemensamma standarden. Som ett undantag från denna regel kunde en medlemsstat dock vägra att godta vaccinationsintyg som hade utfärdats till personer som hade mottagit ett vaccin som inte hade godkänts av Europeiska läkemedelsmyndigheten, till exempel det ryska Sputnik V-vaccinet.
Ett digitalt covidintyg var inte en resehandling. Innehavare av covidintyg behövde även i fortsättningen uppfylla övriga krav för att få resa inom unionen. För unionsmedborgare som utövade sin rätt till fri rörlighet var det tillräckligt att inneha en giltig resehandling (pass eller nationellt identitetskort) för att passera medlemsstaternas gränser. Detta gällde även tredjelandsmedborgare som var familjemedlemmar till en unionsmedborgare, om de följde med eller anslöt sig till unionsmedborgaren när denna utövade sin rätt till fri rörlighet. Tredjelandsmedborgare som normalt omfattades av visumkrav kunde dock behöva inneha ett giltigt visum om de inte innehade ett giltigt uppehållskort eller någon annan handling som beviljade visumfrihet. För övriga tredjelandsmedborgare krävdes det i regel att personen, utöver att inneha en giltig resehandling, även uppfyllde särskilda inresevillkor, vilket bland annat kunde innefatta krav på innehav av ett giltigt visum eller uppehållstillstånd samt tillräckliga medel för personens uppehälle.

## Övergångsbestämmelser
Regelverket för det digitala covidintyget innefattade vissa övergångsbestämmelser fram till och med den 12 augusti 2021. Syftet var att underlätta övergången till det standardiserade formatet. Intyg som hade utfärdats av en medlemsstat före den 1 juli 2021 och som inte följde den gemensamma standarden var under denna övergångsperiod tvungna att godkännas av övriga medlemsstater, förutsatt att de innehöll samma uppgifter som det digitala covidintyget. Även intyg som utfärdades efter den 1 juli 2021 var tvungna att godkännas av övriga medlemsstater under övergångsperioden om en medlemsstat ännu inte kunde utfärda samtliga tre typer av det digitala covidintyget och hade underrättat Europeiska kommissionen och övriga medlemsstater om detta.

## Tredjeländer anslutna till systemet med covidintyg
Utöver medlemsstaterna inom Europeiska unionen samt EES-länderna Island, Liechtenstein och Norge ingick en rad tredjeländer i det gemensamma systemet med digitala covidintyg. Ett intyg utfärdat i något av dessa tredjeländer erkändes som likvärdigt med ett digitalt covidintyg som hade utfärdats enligt unionens bestämmelser. På samma sätt kunde en person med ett digitalt covidintyg som hade utfärdats i någon av unionens medlemsstater använda detta vid resa till de anslutna tredjeländerna.
Följande 44 tredjeländer var anslutna till det gemensamma systemet med covidintyg genom ömsesidiga överenskommelser med unionen:
| - Albanien - Andorra - Armenien - Azerbajdzjan - Bahrain - Benin - Brasilien - Colombia - Ecuador - El Salvador - Filippinerna | - Förenade arabemiraten - Georgien - Indonesien - Israel - Jordanien - Kap Verde - Libanon - Madagaskar - Malaysia - Marocko - Moldavien | - Monaco - Montenegro - Nordmakedonien - Nya Zeeland - Oman - Panama - Peru - San Marino - Schweiz - Serbien - Seychellerna | - Singapore - Storbritannien - Sydkorea - Thailand - Togo - Tunisien - Turkiet - Ukraina - Uruguay - Vatikanstaten - Vietnam |

Även följande administrativa regioner och enheter samt tredjeländer som inte var erkända av alla medlemsstater inom Europeiska unionen var anslutna till systemet:
- Färöarna[102]
- Hongkong[103]
- Kosovo[104]
- Taiwan[105]